# Hesperocyoninae
|  | †Hesperocyoninae                                          |
|  |                                                           |
|  | \| \| †Borophaginae \| \| \| \| \| \| Caninae \| \| \| \| |
|  |                                                           |
|  | †Borophaginae                                             |
|  |                                                           |
|  | Caninae                                                   |
|  |                                                           |

|  | †Borophaginae |
|  |               |
|  | Caninae       |
|  |               |

|  | †Hesperocyoninae                                          |
|  |                                                           |
|  | \| \| †Borophaginae \| \| \| \| \| \| Caninae \| \| \| \| |
|  |                                                           |
|  | †Borophaginae                                             |
|  |                                                           |
|  | Caninae                                                   |
|  |                                                           |

|  | †Borophaginae |
|  |               |
|  | Caninae       |
|  |               |

Hesperocyoninae — вимерла підродина хижих ссавців із родини псових. Наразі відомо 26 видів. Hesperocyoninae — це базальні псові, які дали початок двом іншим підродинам псових, Borophaginae і Caninae. Ця підродина була ендемічною для Північної Америки, живучи там приблизно 20 мільйонів років. Згідно з аналізом скам'янілостей північноамериканських викопних м'ясоїдних тварин, занепад Hesperocyoninae до вимирання протягом періоду приблизно від 20 мільйонів років тому був викликаний конкуренцією з котовими й борофагінами.
Усі Hesperocyoninae мають клиноподібні нижні зуби та тонкі верхні моляри. На відміну від борофагів і псів, у Hesperocyoninae майже всі види гіперм'ясоїдні (тварини, раціон яких на 75 % складається з м'яса).
Наприкінці еоцену, 37 мільйонів років тому, з'явився рід Hesperocyon, псовий розміром з лисицю. У нього все ще були примітивні риси, такі як п'ять пальців на ногах, усе ще частково тверда постава та збереження деревної поведінки. Цей рід був дуже вдалим і під час нижнього олігоцену (34 мільйони років тому) породив численні нові роди. Наступною групою, яка виникла приблизно в той же час, була клада Mesocyon-Sunkahetanka-Enhydrocyon, яка стала найрізноманітнішою групою Hesperocyoninae з 11 видами. Представники цієї клади продемонстрували поступове збільшення розмірів тіла та пристосування до гіперм'ясоїдності. Насправді премоляри зміцніли настільки, що могли перемелювати кістки. Першими з цієї групи з'явилися Mesocyon — хижаки розміром із сучасних койотів. Вершина цієї еволюції до гіперхижачості представлена Enhydrocyon, першим псовим, який отримав великі розміри й взяв на себе роль альфа-хижака у своїй екосистемі. Цей рід вимер протягом міоцену, 22 мільйони років тому. Остання лінія цієї групи, Osbornodon, яка включала найбільший вид Hesperocyoninae, пристосувалася до всеїдної дієти, подібної до раціону сучасних псових і борофагів. Hesperocyoninae в цей період переживали період занепаду, оскільки конкурували зі своїми родичами-борофагами. Прибуття котових і барбурофелідів з Азії погіршило ситуацію. Зі зникненням Osbornodon приблизно 15 мільйонів років тому Hesperocyoninae вимерли.

## Галерея

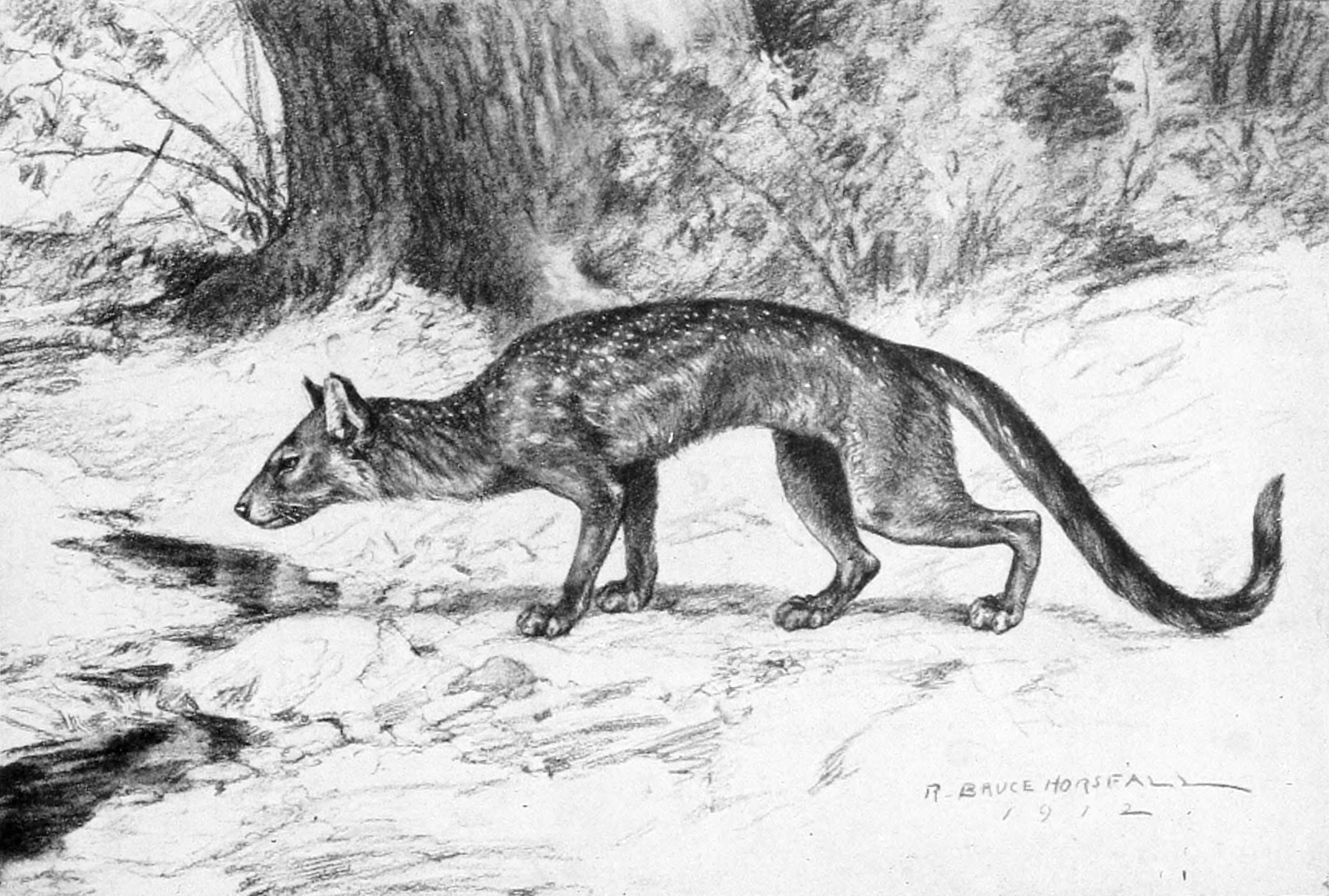
Художня реконструкція Hesperocyon